# Finlandssvenskere
 Ikke at forveksle med Sverigefinner.
Finlandssvenskere (svensk: finlandssvenskar, finsk: suomenruotsalaiset) er den del af Finlands befolkning, der har svensk modersmål. Den svenske befolkningsdel har boet i landet fra forhistorisk tid (som i Finland varer til 1200-tallet) og udgør i dag cirka 290.000 mennesker, som for størstedelens vedkommende bor i kystområderne. Finland er ifølge sin forfatning et tosproget land, og borgerne garanteres gennem lovgivningen adgang til myndighederne samt undervisning, medier, kulturfaciliteter og skiltning m.m. på både finsk og svensk.

## Historie

### Indtil selvstændigheden
Hvordan den svenske bosættelse i Finlands kystområder er forløbet, er forholdsvis uvist. Arkæologiske undersøgelser tyder på, at der har været en indvandring til de dengang øde områder fra 1100- til 1300-tallet, om end Åland må have været beboet allerede før Vikingetiden. Indtil den russiske erobring i 1809 var Finland en almindelig svensk landsdel, der også kaldtes Österland (idet "Finland" oprindelig kun betegner landet omkring Åbo, Egentliga Finland), og det giver først fra dette år, hvor adskillelsen fra Sverige finder sted, mening at tale om en svensk befolkningsgruppe inden for Finland.
Både før og efter 1809 var svensk statsadministrationens, adelens og de dannede klassers sprog. Samtidig var det dog modersmål for en stor del af landets indfødte befolkning af bønder og fiskere, og forholdet mellem finner og finlandssvenskere har været relativt lidt belastet af det finske sprogs kamp for ligeberettigelse. Efter indlemmelsen som storfyrstendømme i Rusland garanterede zar Aleksander 1. Finlands svensksprogethed, og svensk var endnu igennem 1800-tallet det dominerende sprog inden for kultur, uddannelse og administration, ligesom sproget i hovedstaden, Helsingfors, overvejende var svensk.
Med 1800-tallets interesse for etnografi og nationalitet begyndte en bevægelse for det finske sprogs ligeberettigelse, som imidlertid også nød bevågenhed fra mange veluddannede finlandssvenskere, blandt andre Johan Ludvig Runeberg og Johan Vilhelm Snellman. Denne anerkendelse af det finske sprog som flertallets folkesprog førte gennem en efterhånden også politisk kamp til en officiel ligestilling mellem de to sprog i Storfyrstendømmet Finland fra 1863. Finsk blev i en periode så toneangivende, til dels i et modsætningsforhold til russificeringen i slutningen af 1800-tallet, at også visse veluddannede finlandssvenskere af nationale grunde skiftede sprog til finsk.
De fleste holdt imidlertid fast i svensk sprog og finlandssvensk identitet, blandt andet under henvisning til forbindelsen med Sverige som et kulturelt værn mod russificering. Den svenske samlingsbevægelse havde dog også et tosproget Finland som mål. I 1906 holdtes storfyrstendømmets første frie valg, hvorved den finske og den svenske befolkningsgruppe blev repræsenteret i forhold til deres reelle størrelse. Samtidig stiftedes Svenska Folkpartiet for at varetage finlandssvenske interesser i landdagen.

### Efter selvstændigheden
Efter Finlands selvstændighed i 1917 fastsloges endnu en gang landets officielle tosprogethed, der siden har fungeret som adgang til nordisk samarbejde. Svensk sprog har altid været obligatorisk fremmedsprog i landets finsksprogede gymnasier, da ansættelse i fx administrationen i de svenske landsdele eller på statsniveau kræver beherskelse af svensk. Siden 1970'erne har svensk sprog også været obligatorisk i finsksprogede grundskoler; nytten af dette har dog til stadighed været omstridt.
Der findes generelt ikke noget politisk modsætningsforhold mellem finsk- og svensksprogede finlændere; den tidligere dybe kløft mellem den "hvide" (borgerlige) og den "røde" (socialistiske) fløj i finsk politik har således forløbet uafhængigt af det sproglige tilhørsforhold, om end Svenska Folkpartiet overvejende har støttet højreorienterede regeringer. Finlandssvenskernes loyalitet over for staten har historisk set været en selvfølge, og chikane af mindretallet er relativt sjælden.

### Nutiden
Finlands tosprogethed er ubestridt i størstedelen af landets politiske spektrum, og Svenska Folkpartiet har ofte mulighed for at være tungen på vægtskålen ved regeringsdannelser og for selv at deltage i regeringen, hvorved en vedvarende indflydelse på sprogpolitikken sikres. Dette parti modtager langt de fleste finlandssvenske stemmer.
I Finland føres løbende statistik over befolkningens sproglige tilhørsforhold. Dog giver statistikken ikke mulighed for at registrere sig som tosproget, hvorved børn af blandede ægteskaber med to modersmål kun kan registreres under det ene; antallet af tosprogede kendes således ikke nøjagtigt, men da ægteskaber hen over sproggrænsen ikke er ualmindelige, er antallet formodentlig ikke ubetydeligt.
Finlands administration og forvaltning er ifølge grundloven tosproget, og inden for alle samfundssfærer findes parallelle finske og svenske institutioner. I praksis er dette dog mest synligt i og nær de svenske områder, dvs. kystområderne, hvorimod det svenske sprog er nærmest fraværende i det offentlige rum i det indre af landet.

### Åland
I de første år efter Finlands selvstændighed fandtes på Åland en stærk bevægelse for at blive en del af Sverige. Et stort flertal af øernes befolkning tilsluttede sig denne, men på grund af mulige territorialkrav fra Rusland ville Folkeforbundet ikke skabe præcedens for indgreb i Finlands territorium, og i stedet fik øerne i 1921 ifølge en internationalt garanteret traktat vidtgående selvstyre inden for Finlands grænser.
Dette medfører blandt andet, at svensk er det eneste officielle sprog; Finlands i øvrigt lovfæstede tosprogethed gælder således ikke for Ålandsøerne. Da øerne opererer med et særligt borgerskab, hembygdsrätt inden for Finland, kræves af tilflyttere fra fastlandet, at man behersker svensk flydende. Endvidere er finsk sprog et valgfrit fag i ålandske skoler.

## Antal og geografisk fordeling

### Antal
De cirka 290.000 finlandssvenskere udgør 5,5 % af Finlands befolkning. Andelen har tidligere været større, således omkring 15 % i slutningen af 1800-tallet. Tilbagegangen er dog overvejende procentuel: Andelen på 12,9 % i år 1900 (se tabel) dækker således over 350.000 mennesker, mens de 8,6 % i 1950 udgør ca. 348.000, altså et næsten stabilt absolut tal. I løbet af 1900-tallet har befolkningstilvæksten blandt finnerene (de finsktalende finlændere) imidlertid været betydeligt større end blandt finlandssvenskerne. I dag er befolkningstilvæksten i Finland ringe. På grund af indvandring findes dog et mindre procentuelt fald af både svenske og finske modersmåltalende.
I 1960'erne og 70'erne var der dog en stor udvandring af arbejdskraft fra Finland til Sverige, heriblandt mange tusinde finlandssvenskere. Det nøjagtige tal kendes ikke, da man i Sverige ikke registrerer sprogligt tilhørsforhold, men anslås til omkring 60.000. I dag ligger den svensktalende andel af Finlands befolkning imidlertid stabilt. Antallet af svensksprogede i Finland er mellem 2000 og 2006 faldet med kun 2000 personer; og blandt finlandssvenskerne er fødselsraten nu svagt stigende. I tosprogede familier har det tidligere været almindeligere at registrere børnene som finsksprogede, men svensk registrering og ditto skolegang oplever stigende tilslutning, bl.a. fordi svensksprogethed ses som en fordel, og fordi det svenske skolesystem er populært.

### Landsdele
Den svensksprogede befolkning i Finland begrænser sig primært til kystområderne i landsdelene Nyland, Österbotten, Östra Nyland og Egentliga Finland. Hertil kommer det selvstyrende Åland. Den kommune, der har det største antal af svensktalende borgere, er også i dag Helsingfors med omkring 35.000 (6 %). Da den tidligere overvejende svensksprogede sydkyst rummer landets hovedstadsområde, er befolkningen nu mere blandet; fordelingen i Storhelsingfors er stort set et spejlbillede af hele landet.
Indtil 1900-tallet fandtes en svensk bosættelse i området omkring Björneborg, men her er befolkningen blevet assimileret til finnerne. Desuden findes fra gammel tid spredte svenske stednavne i det indre af landet.
I den del af Karelen, som Finland måtte afstå til Rusland efter 2. verdenskrig, var en del af befolkningen svensktalende, særligt i Viborg. I Viborg Len (Viborg län) var f. eks. 4541 svensktalende ud af 74495 indbyggere i 1939. Næsten hele befolkningen flygtede på dette tidspunkt vestpå og måtte bosættes i andre egne af Finland. I dag bor her meget få finner og ingen finlandssvenskere i byen.
| Landsdel              | Antal svenskregistrerede personer            | Procentdel af befolkningen |
| --------------------- | -------------------------------------------- | -------------------------- |
| Hele Finland          | 289.675 (6000 i ensprogede finske landsdele) | 5,5 %                      |
| Nyland                | 103.428                                      | 7,6 %                      |
| Österbotten           | 90.108                                       | 51,9 %                     |
| Östra Nyland          | 30.812                                       | 33,2 %                     |
| Egentliga Finland     | 26.395                                       | 5,8 %                      |
| Åland                 | ca. 25.000                                   | ca. 92 %                   |
| Mellersta Österbotten | 6.626                                        | 5,8 %                      |
| Kymmenedalen          | 1.580                                        | < 1 %                      |

Da Åland er ensproget svensk, føres her ikke statistik over sprogtilhørsforhold.

### Byer
De vigtigste finske kommuner med en betydelig svensk befolkning er:
- Helsingfors: 35.000 (6 %)
- Esbo: 20.000 (9 %)
- Raseborg: 19.000 (67 %)
- Borgå: 16.000 (33 %)
- Vasa: 14.000 (25 %)
- Korsholm: 13.000 (72 %)
- Jakobstad: 11.000 (55 %)
- Mariehamn: 10.000 (90 %)
- Pedersöre: 9.000 (91 %)
- Åbo: 9.000 (5 %)
- Närpes: 9.000 (91 %)

Tosprogetheden er på kommunalt plan ordnet således, at en kommune officielt bliver tosproget, hvis mindretallet udgør mindst 8 % eller 3.000 personer. Derimod kan tosprogethed først ophæves, hvis mindretallet kommer under 6 % (eller 3.000 personer). Dette er i den periode, hvor sproglovgivningen har været gældende, overgået Björneborg, der på grund af en stor tilvandring af industriarbejdskraft fra indlandet måtte overgå til rent finsksproget kommune i midten af 1920'erne, samt Tusby og Kervo i Nyland, der blev rent finsksprogede i 1943 hhv. 1953.
Selv hvis antallet af mindretalssprogets brugere synker under begge disse tal, kan en kommune dog beholde sin tosprogethed ved at søge og få dispensation hos Finlands statsråd. Dette er aktuelt tilfældet for Lojo kommune i Nyland, der har beholdt tosprogetheden af historiske grunde og af hensyn til tilflyttere fra de omgivende svensktalende kommuner.
Skønt den svensktalende befolkning er temmelig koncentreret i sine traditionelle bosættelsesområder, har visse større provinsbyer i rent finsksprogede områder dog også, på grund af vandring den modsatte vej, flere svenske institutioner. Således findes svenske skoler med gymnasieoverbygning i både Tammerfors, Björneborg, Uleåborg og Kotka.

## Finlandssvenske institutioner

### Uddannelse
Det svenske Finland har et komplet system af daginstitutioner og grundskoler samt gymnasier og andre ungdomsuddannelser. Af videregående uddannelser er den vigtigste institution Åbo Akademi, Finlands rent svensksprogede universitet fra 1918, der har genoptaget den svenske uddannelsestradition fra landets første universitet, Kungliga Akademien i Åbo fra 1640, der imidlertid flyttedes til Helsingfors i 1828 og nu hedder Helsingfors Universitet. Åbo Akademi tilbyder 8.000 studerende en bred vifte af uddannelser fordelt på fem fakulteter.
Helsingfors Universitet er tosproget og har cirka 6,5 % (2.500) svensktalende studerende fordelt på elleve fakulteter. Af andre svenske videregående uddannelser kan nævnes Svenska Handelshögskolan, der er rent svensksproget, og Tekniska Högskolan, der er tosproget, begge i Helsingfors.
Den svenske studenterkultur er udbredt blandt finlandssvenske studerende. Inden for den svensk-finske tradition for at organisere de studerende socialt i studenternationer findes ved Helsingfors Universitet 16 nationer, der blandt andet driver kollegier. Heraf er fire svensksprogede: Nylands Nation (der går tilbage til Kungliga Akademien i Åbo), Vasa Nation, Östra Finlands Nation og Åbo Nation.
Der findes i det finske uddannelsessystem særlige kvoter for svensktalende på visse uddannelser. Ordningen, der begrundes med, at der skal være et tilstrækkeligt antal af fx jurister og læger til at betjene den finlandssvenske befolkning, møder af og til kritik for at favorisere finlandssvenskere, men kvoterne er dog åbne for alle finlændere, der er villige til at gennemføre uddannelsen på svensk.

### Medier
Finland har flere svensksprogede aviser; størst er Hufvudstadsbladet, der udgives i Helsingfors med et oplag på ca. 58.000. Hertil kommer Vasabladet, der udgives i Vasa, samt en række lokalaviser.
De svenske elektroniske medier udgøres af den svensksprogede afdeling inden for finsk statsfjernsyn og -radio, YLE, der har to svenske radiokanaler. Desuden er alt svensksproget fjernsyn siden 2007 samlet på den digitale fjernsynskanal Yle Fem. Hertil kommer lokale stationer.

### Kirke
Den ene finske folkekirke, den protestantiske, er inddelt i ni stifter, hvoraf det ene, Borgå Stift ikke er territorialt afgrænset som de øvrige, men omfatter alle de menigheder i landet, der har svensktalende flertal. Til Borgå stift hører også Finlands tyske kirke.
Også i menigheder, der har finsk majoritet eller er rent finsksprogede, kan der forrettes svenske kirkelige handlinger efter behov. Dette er også tilfældet i Finlands anden folkekirke, den ortodokse.

### Militær
Finland har mandlig værnepligt. De svensksprogede værnepligtige samles i Nylands Brigad, som er stationeret nær Ekenäs og er en del af det finske søværn. Brigaden er specialiseret i kyst- og skærgårdsoperationer og omfatter to bataljoner, Vasa Kustjägarbataljon og Ekenäs Kustbataljon.
Åland er på grund af sin statsretslige særstatus demilitariseret område, og begge køn er her fritaget for værnepligt.

### Politik
I den finske Rigsdag lader de fleste finlandssvenskere sig repræsentere af det borgerlige og rent svensksprogede Svenska Folkpartiet, men også Socialdemokratiet, Venstreforbundet og De Grønne opstiller svensksprogede parlamentarikere. Hertil kommer én grundlovssikret repræsentant fra Ålandsøerne.
I 1919 oprettede den finske Rigsdag det tværpolitiske organ Svenska Finlands Folkting, hvortil den hvert fjerde år udpeger 75 medlemmer fra alle politiske partier. Folktingets opgaver består blandt andet i at udarbejde udredninger og høringssvar inden for fx undervisnings- og forvaltningsspørgsmål og at udarbejde statistik og information om finlandssvenskerne. Desuden behandler Folktinget henvendelser fra borgerne angående finlandssvenskernes forhold.

## Identitet
Den finlandssvenske identitet er på mange områder en dobbeltidentitet, hvor samhørigheden med Finland ikke står til diskussion, idet finskkundskaberne hos den svensksprogede befolkning muliggør en høj grad af deltagelse i det finsktalende samfund, hvorimod det modsatte ikke nødvendigvis er tilfældet. Finlands tosprogethed gør en positiv identifikation med staten mulig for både flertal og mindretal.
Samtidig føler man en stærk samhørighed med det svenske sprog og svenske kulturimpulser, som man har uhindret adgang til gennem de elektroniske medier. Årets svenske traditioner som valborgsaften, majstang, midsommerfest og luciadag udgør fælles finlandssvenske identifikationspunkter. Den 6. november fejres svenska dagen, som kan betragtes som en finlandssvensk nationaldag.
De svensksprogede skoler fungerer i høj grad som fora for lokalsamfundet, især hvor det svenske sprog er i mindretal.

## Kendte finlandssvenskere
- Bernhard Crusell, komponist
- Albert Edelfelt, maler og illustrator
- Stina Ekblad, skuespiller
- Jan-Erik Enestam, politiker, miljø- indenrigs- og nordisk samarbejdsminister, direktør for Nordisk Råd
- Karl-August Fagerholm, politiker, statsminister
- Karl Fazer, konditor og chokoladefabrikant, grundlægger af Fazer
- Tua Forsström, forfatter
- Axel Waldemar Gallén, senere kaldet Akseli Gallen-Kallela, maler
- Marcus Grönholm, rallykører
- Emil Henriksson, fabrikant, grundlægger af ABLOY (Aktiebolaget Låsfabriken/Lukkotehdas Osakeyhtiö)
- Bengt Holmström, økonom
- Tove Jansson, forfatter og tegner, skaber af Mumitroldene
- Knut Fredrik Idestam, fabrikant, grundlægger af Nokia
- Linda Lampenius, violinist
- Lill Lindfors, sanger og skuespiller
- Carl Gustaf Mannerheim, feltmarskal, rigsforstander og præsident, marskal af Finland
- Adolf Erik Nordenskiöld, polarforsker
- Elisabeth Rehn, politiker, forsvarsminister
- Johan Ludvig Runeberg, forfatter og digter; "Finlands nationaldigter"
- Helene Schjerfbeck, maler
- Leif Segerstam, komponist og dirigent
- Jean Sibelius, komponist; "Finlands nationalkomponist"
- Pehr Evind Svinhufvud, politiker, præsident
- Edith Södergran, digter
- Märta Tikkanen, forfatter
- Zacharias Topelius, forfatter, universitetsrektor
- Linus Torvalds, programmør, opfinder af styresystemkernen Linux
- Kjell Westö, forfatter
- Michael Widenius, programmør, medgrundlægger af MySQL-databaseserveren
- Georg Henrik von Wright, filosof

### Kendte finlændere med både finsk og svensk modersmål
- Alvar Aalto, arkitekt og designer
- Matthias Castrén, lingvist og etnograf
- Alexander Stubb, politiker, europaminister, udenrigsminister, statsminister, finansminister, præsident